# Steve Doll
Pour les articles homonymes, voir Doll et Dunn.
Steve Doll, né le 9 décembre 1960 et mort le 22 mars 2009, est un catcheur américain connu pour ses apparitions à la World Wrestling Entertainment.
Il est mort d'une hémorragie interne à l'âge de 48 ans.

## Palmarès
- National Wrestling Alliance
  - 1 fois NWA North American Tag Team Championship avec Reno Riggins
  - 1 fois NWA World Tag Team Championship avec Reno Riggins

- NWA Main Event
  - 2 fois NWA North American Tag Team Championship avec Reno Riggins

- NWA Southwest
  - 1 fois NWA Texas Heavyweight Championship

- Pacific Northwest Wrestling
  - 4 fois NWA Pacific Northwest Heavyweight Championship
  - 18 fois NWA Pacific Northwest Tag Team Championship avec Scott Peterson (7), Rex King (4), Scotty the Body (1), Jimmy Jack Funk (1), Brian Adams (1) et The Grappler (4)

- United States Wrestling Association
  - 1 fois USWA Heavyweight Championship
  - 8 fois USWA World Tag Team Championship avec Rex King (5), Flash Flanagan (2) et Paul Diamond (1)

- World Wrestling Council
  - 1 fois WWC World Tag Team Championship avec Rex King